# Советский (Волгоградская область)
Советский — посёлок в Октябрьском районе Волгоградской области России, административный центр Советского сельского поселения.

## История
Впервые упоминается в 1939 году как посёлок совхоза № 2 заготскот. До 1960 года входил в состав Новоаксайского сельсовета. В 1960 году передан в подчинение Октябрьского поссовета. Наименование посёлок Советский присвоено на основании Указа Президиума Верховного Совета РСФСР от 28 мая 1962 года. С 1971 года в составе Антоновского сельского совета. С 1974 года — центр самостоятельного Советского сельсовета, образованного за счёт разукрупнения Антоновского и Заливского сельсоветов.

## География
Посёлок расположен на северо-западе Ергенинской возвышенности в верховьях безымянной балки в 21 км к северо-западу от рабочего посёлка Октябрьский.

## Население
| 2002 |
| ---- |
| 328  |

| 2010 |
| ---- |
| 280  |